# Thamnophilus melanonotus
A Thamnophilus melanonotus a madarak osztályának verébalakúak (Passeriformes) rendjébe és a hangyászmadárfélék (Thamnophilidae) családjába tartozó faj.

## Rendszerezése
A fajt Philip Lutley Sclater angol ornitológus írta le 1855-ben. Sorolták a Sakesphorus nembe Sakesphorus melanonotus néven is.

## Előfordulása
Dél-Amerika északi részén, Kolumbia és Venezuela területén honos. Természetes élőhelyei a szubtrópusi vagy trópusi síkvidéki esőerdők, száraz erdők és cserjések. Állandó, nem vonuló faj.

## Megjelenése
Testhossza 16 centiméter.

## Életmódja
Valószínűleg rovarokkal táplálkozik.

## Természetvédelmi helyzete
Az elterjedési területe elég nagy, egyedszáma ugyan csökken, de még nem éri el a kritikus szintet. A Természetvédelmi Világszövetség Vörös listáján nem fenyegetett fajként szerepel.